# Snamenskoje (Tschetschenien)
Snamenskoje (russisch Зна́менское; tschetschenisch ЧӀулга-Юрт Tschulga-Jurt) ist ein Dorf (selo) in der Republik Tschetschenien in Russland mit 10.286 Einwohnern (Stand 14. Oktober 2010).

## Geographie
Der Ort liegt im nördlichen Kaukasusvorland etwa 60 km Luftlinie nordwestlich der Republikhauptstadt Grosny am rechten Ufer des Terek, nahe der Grenze zur Region Stawropol.
Snamenskoje ist Verwaltungszentrum des Rajons Nadteretschny sowie Sitz und einzige Ortschaft der Landgemeinde Snamenskoje selskoje posselenije.

## Geschichte
Der Ort wurde 1809 als tschetschenisches Dorf mit Namen Tschulik-Jurt (russifizierte Form) gegenüber der Terekkosaken-Staniza Ischtschorskaja gegründet. Später trug es auch den Namen Muldar-Jurt oder Mundar-Jurt nach einem kabardinischen Fürsten, da es sich auf dem damaligen Territorium der Kleinen Kabarda befand.
Nach der Deportation der tschetschenischen Bevölkerung 1944 erhielt das Dorf seinen heutigen Namen von russisch snamja für Banner (in der Sowjetunion verbreitet in der Form Rotes Banner). Am 1. Februar 1963 wurde der Verwaltungssitz des seit 1926 bestehenden Nadteretschny rajon (etwa „Rajon oberhalb des Terek“) aus dem knapp 20 km terekabwärts gelegenen Dorf Nadteretschnoje (bis 1944 Nischni Naur) nach Snamenskoje verlegt.
Bei Snamenskoje kam es im September 1994 zu den ersten Kampfhandlungen zwischen Kräften des tschetschenischen Präsidenten Dschochar Dudajew und der Opposition unter Umar Awturchanow im Vorfeld des im Dezember 1994 beginnenden Ersten Tschetschenienkrieges.

### Bevölkerungsentwicklung
| Jahr | Einwohner |
| ---- | --------- |
| 1970 | 4.221     |
| 1979 | 5.191     |
| 1989 | 6.141     |
| 2002 | 9.620     |
| 2010 | 10.286    |

Anmerkung: Volkszählungsdaten

## Verkehr
Westlich an Snamenskoje führt die Regionalstraße Grosny – Ischtschorskaja (ehemals R307) vorbei, die oberhalb des Dorfes den Terek überquert. Sie wird gekreuzt von der Straße, die entlang dem rechten Terekufer über Nadteretschnoje kommend weiter über Bratskoje in den benachbarten nördlichen Teil Republik Nordossetien-Alanien in Richtung Mosdok führt.
Bei Ischtschorskaja am jenseitigen, linken Terekufer befindet sich die nächstgelegene Bahnstation an der Strecke Rostow am Don – Machatschkala – Baku.

## Galerie

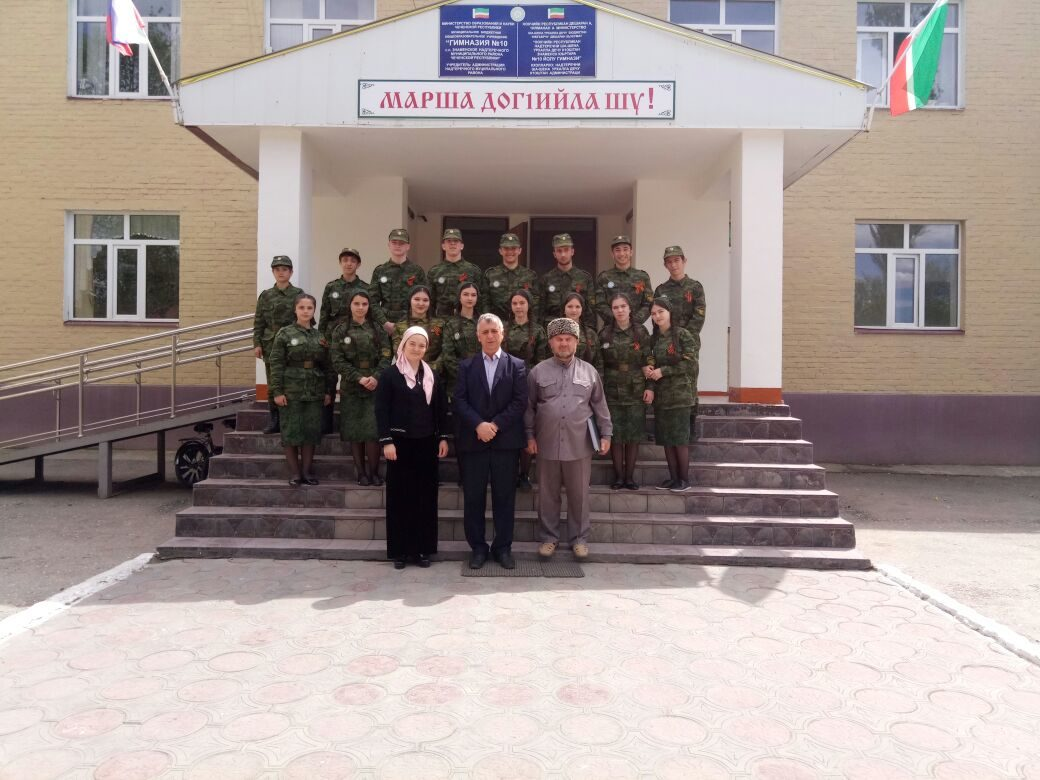
Turnhalle Nummer 10 an Znamenskoe
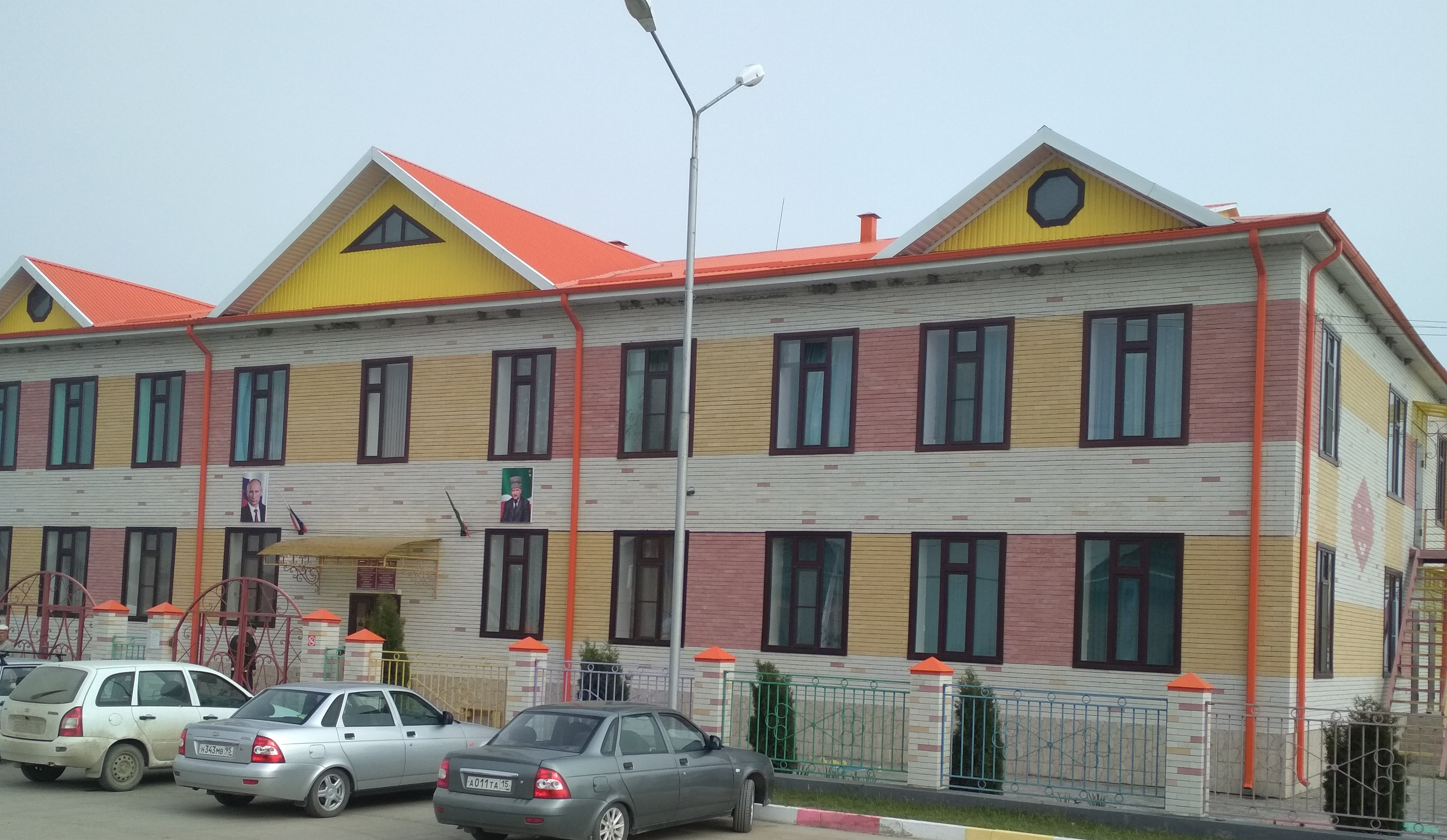
Kindergarten "Teremok" in Znamenskoye
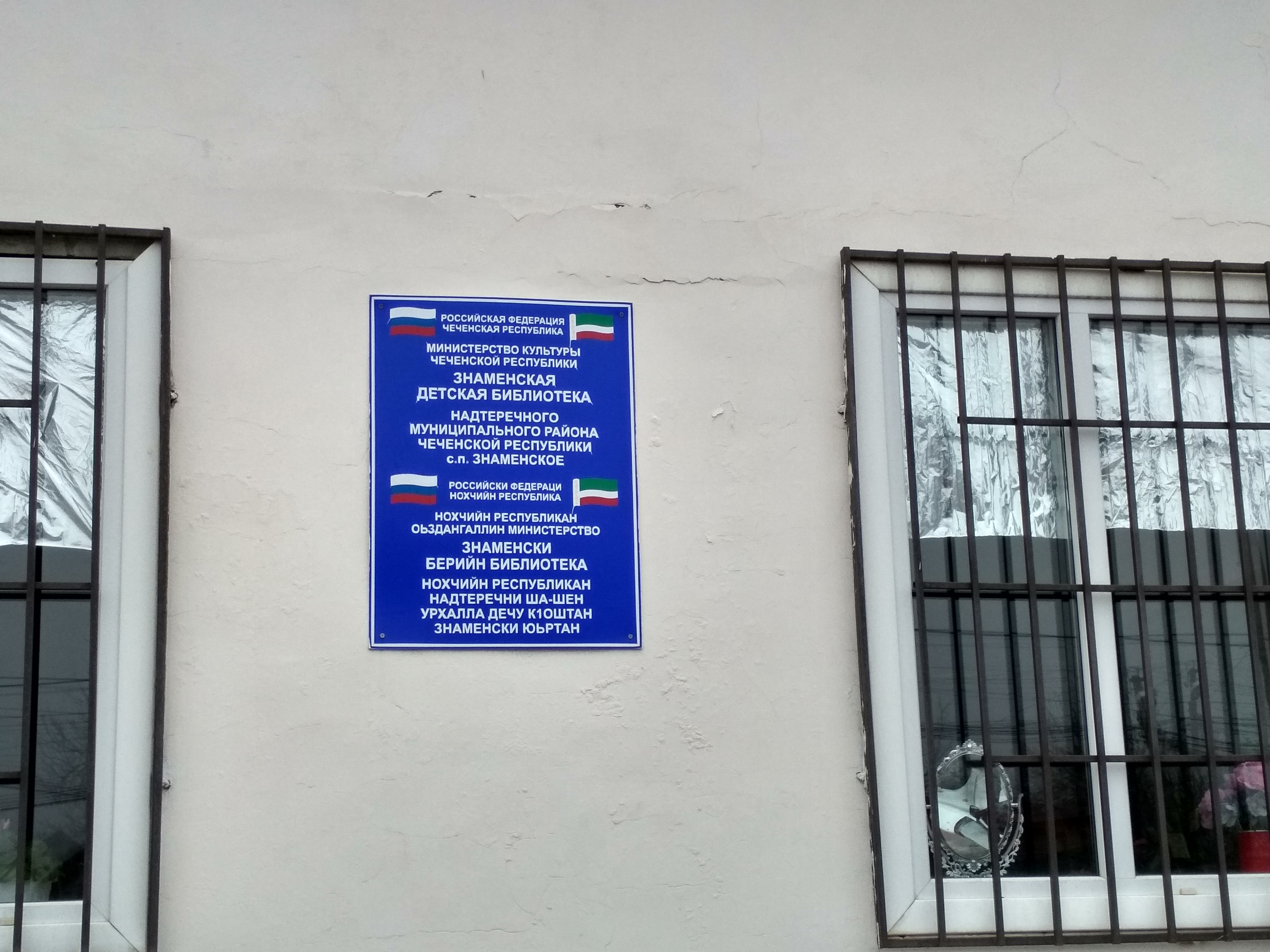
Kinderbibliothek
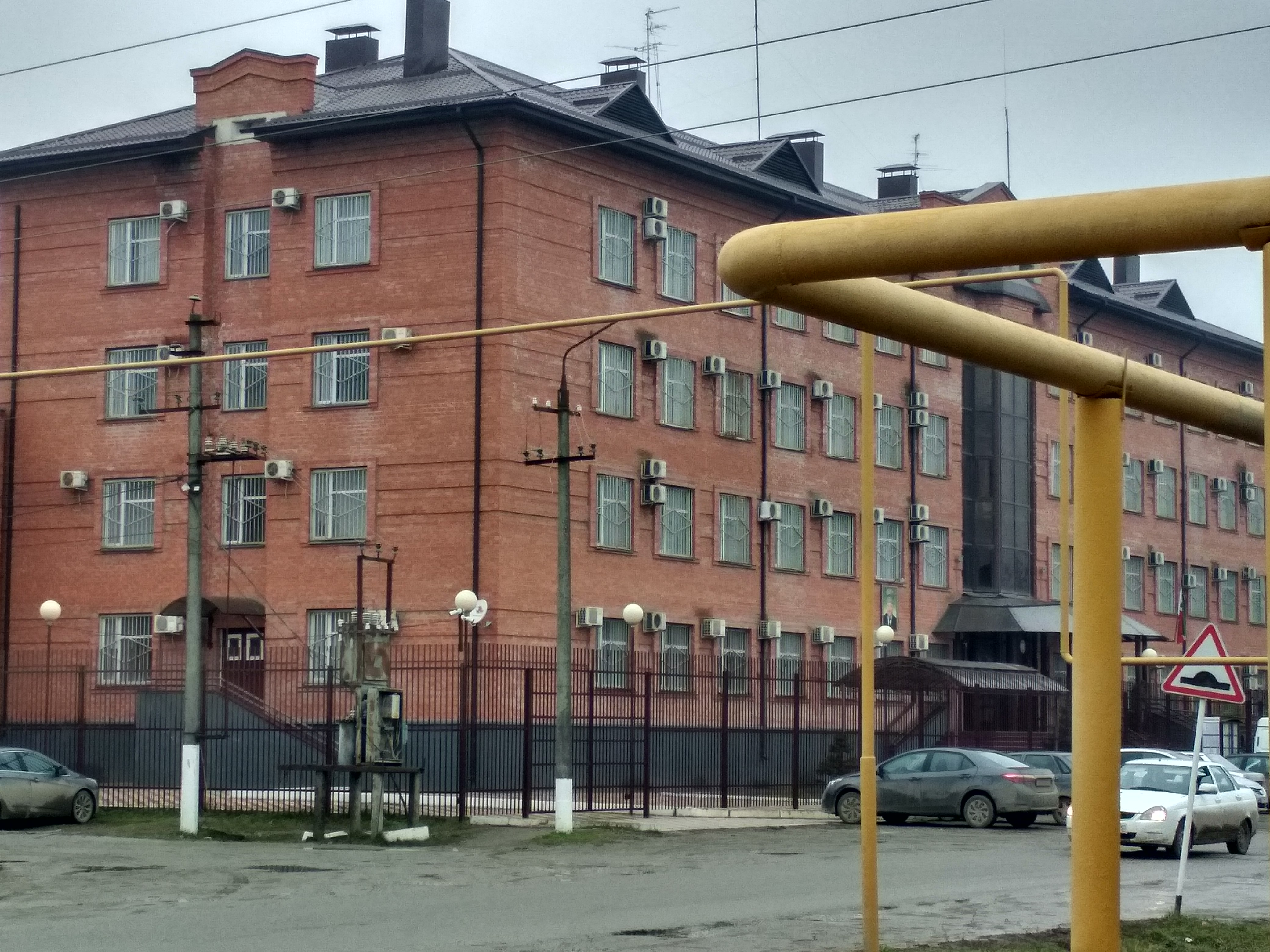
Polizeigebäude in Nadterechny Bezirk
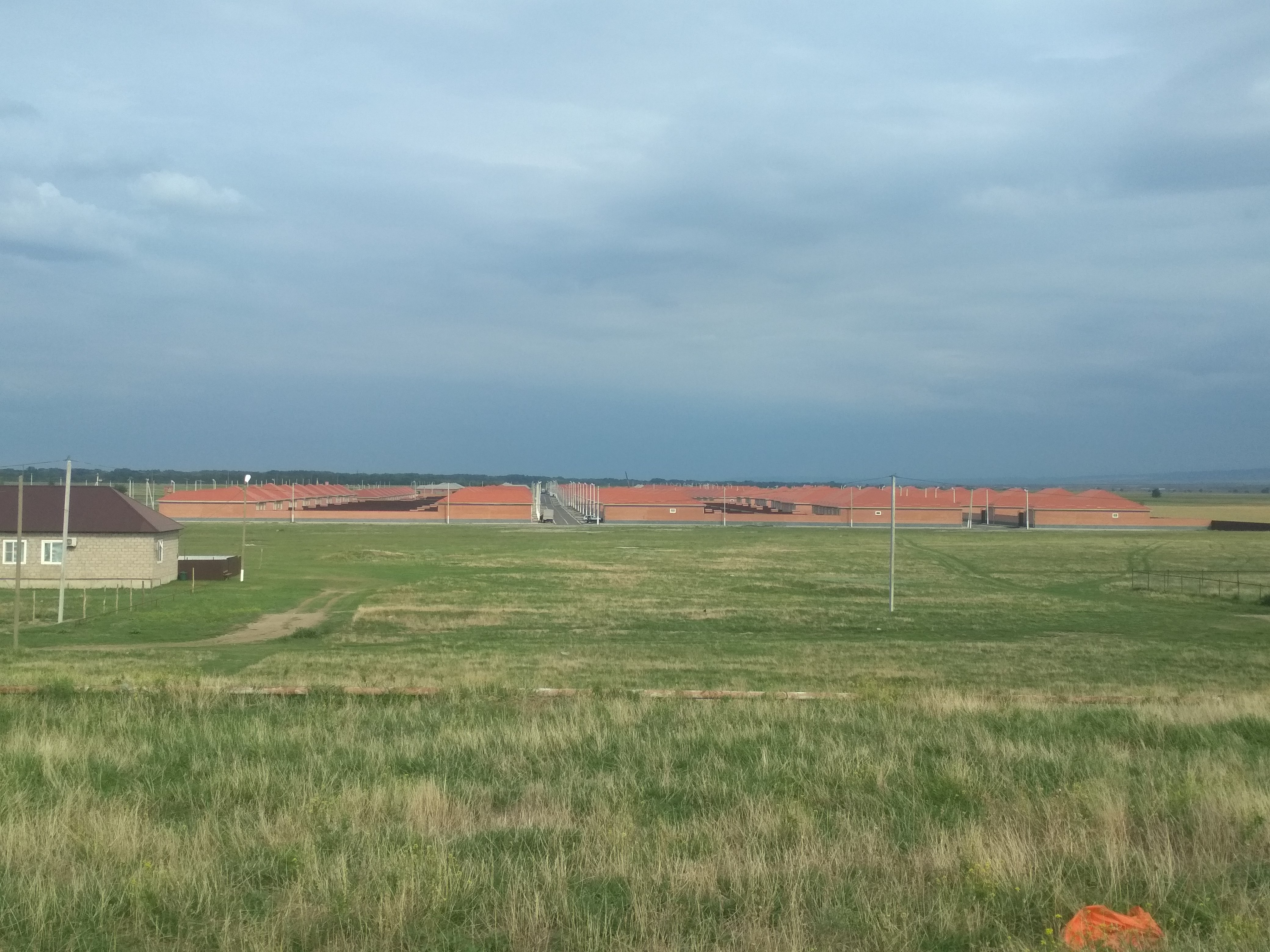
Kadyrov mikrobezirk in Znamenskoye
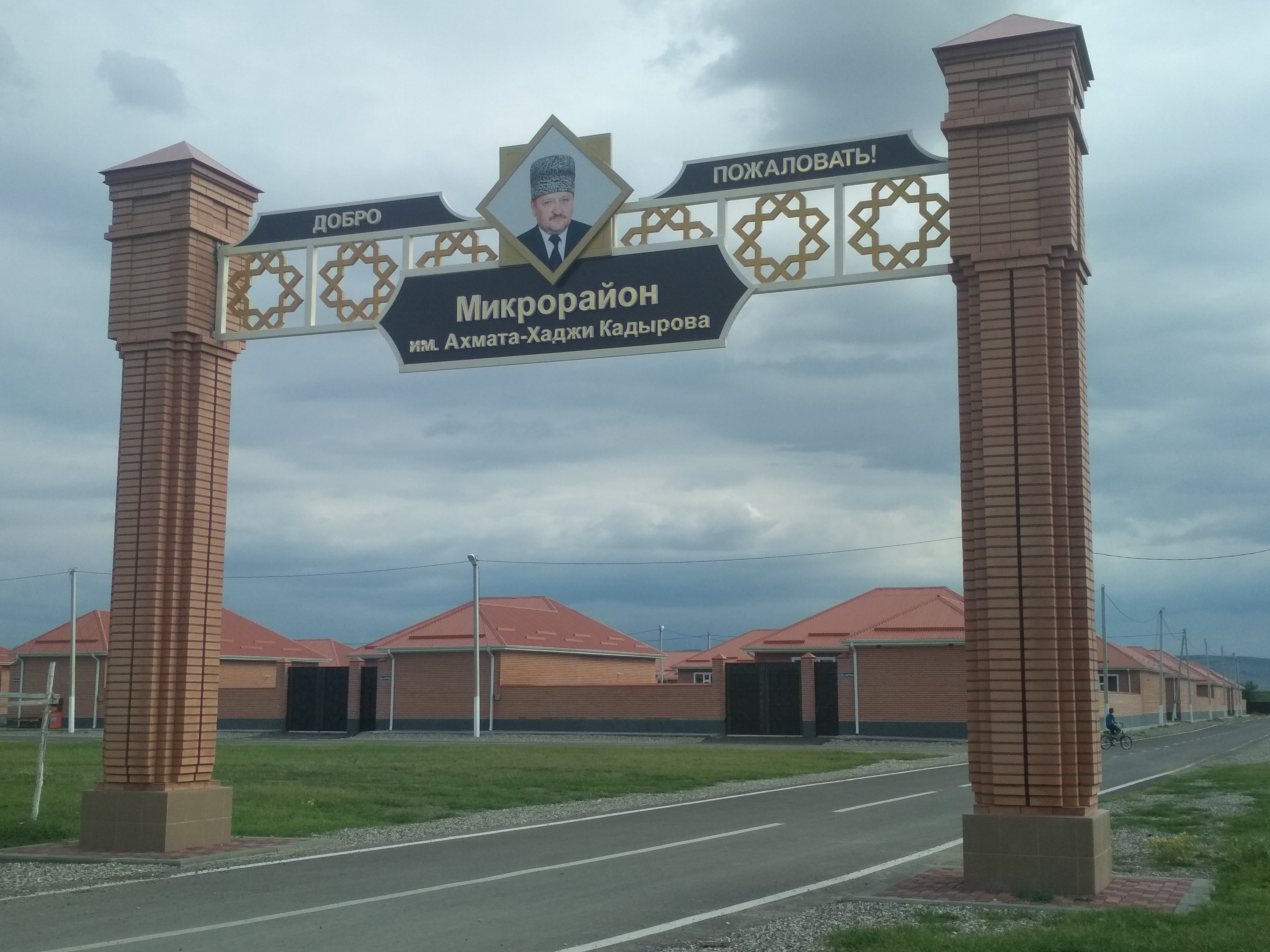
Eingangsbogen im Znamensky-Mikrobezirk